# Chhipagada
Chhipagada – gaun wikas samiti w zachodniej części Nepalu w strefie Lumbini w dystrykcie Rupandehi. Według nepalskiego spisu powszechnego z 2001 roku liczył on 732 gospodarstw domowych i 4806 mieszkańców (2335 kobiet i 2471 mężczyzn).